# Nash, Buckinghamshire
Nash är en ort och civil parish i Storbritannien. Den ligger i kommunen Buckinghamshire och riksdelen England, i den södra delen av landet, 70 km nordväst om huvudstaden London. Nash ligger 117 meter över havet och antalet invånare är 417.
Terrängen runt Nash är platt. Runt Nash är det ganska tätbefolkat, med 192 invånare per kvadratkilometer. Närmaste större samhälle är Milton Keynes, 8,7 km nordost om Nash. Trakten runt Nash består till största delen av jordbruksmark.